# Halács
Halács (szlovákul Haláčovce) község Szlovákiában, a Trencséni kerületben, a Báni járásban.

## Élővilága

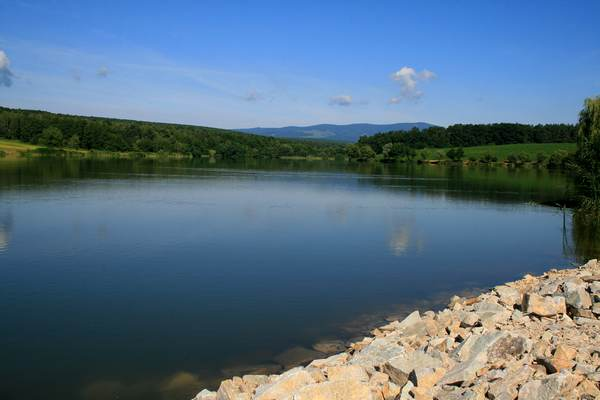

## Fekvése
Bántól 5 km-re délnyugatra fekszik.

## Története
1407-ben „Halach” néven említik először. 1467-ben „Halacz”, 1469-ben „Holach”, 1520-ban „Halach” alakban szerepel az írott forrásokban. Helyi nemesek birtoka volt. 1598-ban 7 nemesi udvarház állt a községben. 1783-ban 25 házában 34 családban 120 lakos élt.
A 18. század végén Vályi András így ír róla: „HALACS. Tót falu Trentsén Várm., földes Urai több Urak, lakosai katolikusok, határja néhol középszerű, javai selejtesek.”
1828-ban 11 háza volt 115 lakossal, akik főként mezőgazdasággal foglalkoztak.
Fényes Elek 1851-ben kiadott geográfiai szótárában így ír a faluról: „Halács, (Halasócz), tót falu, Trencsén vmegyében: 131 kath., 8 evang., 3 zsidó lak. F. u. több nemesek. Ut. p. Nyitra-Zsámbokrét.”
Fekete Nagy Antal szerint: „Birtokosai a Halácsy-, Kishelvényi- és Kakasfalvy-családok voltak. – 1467-ben István és Szaniszló ottani papokat említik. – Halács, Haláčovce, Bántól ny(d).-ra.”
A trianoni békéig Trencsén vármegye Báni járásához tartozott.
1960-ban Esztercéhez csatolták, de később ismét önálló község lett.

## Népessége
| Év:            | 1994. | 2004.    | 2014.    | 2024.   |
| -------------- | ----- | -------- | -------- | ------- |
| Emberek száma: | 285   | 322      | 367      | 349     |
| Eltérés:       |       | +12,98 % | +13,97 % | -4,90 % |

| Év:            | 2023. | 2024.   |
| -------------- | ----- | ------- |
| Emberek száma: | 351   | 349     |
| Eltérés:       |       | -0,56 % |

1910-ben 178, túlnyomórészt szlovák anyanyelvű lakosa volt.
2001-ben 313 lakosából 312 szlovák volt.
2011-ben 345 lakosából 331 szlovák volt.

## Neves személyek
- Itt született 1885-ben Ronkay Ferenc magyar bányamérnök, országgyűlési képviselő.
- Itt született 1951-ben Milan Hanuliak régész.

## Külső hivatkozások
- Községinfó
- Halács Szlovákia térképén
- E-obce.sk